# Georg Heinrich Thiessen
Georg Heinrich Thiessen (Eddelak, 19 de enero de 1914-Hamburgo, 3 de julio de 1961) fue un astrónomo alemán. Ligado al Observatorio de Hamburgo-Bergedorf durante parte de su carrera, se especializó en magnetismo solar.

## Semblanza
Tras graduarse, Georg Thiessen estudió física y matemáticas. Se doctoró en 1940 en la Universidad de Gotinga, con el físico Richard Becker. En 1943 se incorporó al Instituto Fraunhofer, en la Oficina del Reich para la Investigación de Ondas de Alta Frecuencia en Friburgo de Brisgovia, donde colaboró con Karl-Otto Kiepenheuer. En enero de 1945 fue trasladado al Observatorio de Hamburgo-Bergedorf, donde permaneció entre 1946 y 1953, como observador asistente. En 1953 se convirtió en profesor sobre magnetismo solar.
El 3 de julio de 1961 murió en un accidente de tráfico, al chocar frontalmente su vehículo contra un tranvía. Su esposa resultó gravemente herida en el accidente.

## Eponimia
- El cráter lunar Thiessen lleva este nombre en su memoria.[1]